# Høje-Taastrup
Høje-Taastrup este un oraș în Danemarca.